# Нес (Акерсхус)
Нес (норв. Nes) — коммуна в губернии Акерсхус в Норвегии. Административный центр коммуны — город Орнес. Официальный язык коммуны — букмол. Население коммуны на 2007 год составляло 18 510 чел. Площадь коммуны Нес — 637,34 км², код-идентификатор — 0236.

## История населения коммуны
Население коммуны за последние 60 лет.

Статистика коммуны Нес